# Fenoksybenzamina
Fenoksybenzamina – organiczny związek chemiczny, pochodna β-chloroetyloaminy, prowadząca do nieselektywnej, nieodwracalnej blokady (poprzez alkilowanie) receptorów α-adrenergicznych. Charakteryzuje się długim działaniem. Jest stosowana w terapii przełomów nadciśnieniowych, szczególnie w przebiegu guza chromochłonnego rdzenia nadnerczy, a także okołooperacyjnej kontroli ciśnienia tętniczego krwi przy chirurgicznym leczeniu pheochromocytoma. Może być także podawana w zaburzeniach oddawania moczu, w których wzmożone napięcie zwieracza cewki moczowej jest wynikiem nadmiernej stymulacji receptorów α. Jest związkiem chiralnym, produkt farmaceutyczny jest mieszaniną racemiczną obu enancjomerów.

## Synteza
Fenoksybenzaminę można otrzymać wychodząc z fenolanu sodu i tlenku propylenu. Produkt reakcji tych związków, 1-fenoksy-2-propanol, poddaje się chlorowaniu np. chlorkiem tionylu. Uzyskany chlorek 1-fenoksy-2-propylu wykorzystuje się do N-alkilowania aminoetanolu. W kolejnym etapie prowadzi się kolejne N-alkilowanie uzyskanej aminy II-rzędowej za pomocą chlorku benzylu. Ostatnim krokiem jest działanie chlorkiem tionylu, co prowadzi do wymiany grupy hydroksylowej na atom chloru i uzyskanie ostatecznego produktu: